# Elecciones estatales de Querétaro de 2003
Las elecciones estatales de Querétaro de 2003 se llevaron a cabo el domingo 6 de julio de 2003, simultáneamente con las Elecciones federales y en ellas se renovaron los siguientes cargos de elección popular en el estado mexicano de Querétaro:
- Gobernador de Querétaro. Titular del Poder Ejecutivo del estado, electo para un periodo de seis años no reelegibles en ningún caso, el candidato electo fue Francisco Garrido Patrón.
- 18 ayuntamientos. Compuestos por un Presidente Municipal y regidores, electos para un periodo de tres años no reelegibles para el periodo inmediato.
- 15 diputados del Congreso del Estado. Electos por mayoría relativa en cada uno de los Distrito Electorales.

## Resultados electorales

### Gobernador
| Partido/Alianza | Partido/Alianza                                     | Candidato      | Candidato                      | Votos   | Porcentaje |
| --------------- | --------------------------------------------------- | -------------- | ------------------------------ | ------- | ---------- |
|                 | Partido Acción Nacional                             |                | Francisco Garrido Patrón Hecho | 238 348 | 45.7       |
|                 | Alianza para Todos (PRI, PVEM)                      |                | Fernando Ortiz Arana           | 218 939 | 42.0       |
|                 | Alianza con la Sociedad Civil (PRD, México Posible) |                | Celia Maya García              | 32 311  | 6.6        |
|                 | Partido del Trabajo                                 |                | Julio César Pérez Salazar      | 5 835   | 1.1        |
|                 | Partido Liberal Mexicano                            |                | Enrique Pozos Tolentino        | 613     | 0.1        |
|                 | Convergencia                                        |                | Fausto Filiberto López Díaz    | 6 084   | 1.2        |
|                 | Partido Alianza Social                              |                | Luis Ramón Almada Ugalde       | 2 304   | 0.4        |
|                 | Fuerza Ciudadana                                    |                | José Tomás Zúñiga Burgos       | 2 381   | 0.5        |
|                 | Nulos                                               | Nulos          | Nulos                          | 12 779  | 2.4        |
|                 | No registrados                                      | No registrados | No registrados                 | 0       | 0.0        |
| Total           | Total                                               | Total          | Total                          | 521 594 | 100.0      |

Fuente: Instituto de Mercadotecnia y Opinión

### Municipios
| Partido/Alianza | Partido/Alianza                                    | Municipios |
| --------------- | -------------------------------------------------- | ---------- |
|                 | Partido Acción Nacional                            | 6          |
|                 | Partido Revolucionario Institucional               | 1          |
|                 | Alianza para Todos (PRI-PVEM)                      | 10         |
|                 | Partido de la Revolución Democrática               | 1          |
|                 | Alianza con la Sociedad Civil (PRD-México Posible) | 1          |
|                 | Partido del Trabajo                                | 0          |
|                 | Partido Verde Ecologista de México                 | 0          |
|                 | Convergencia                                       | 0          |
|                 | Partido de la Sociedad Nacionalista                | 0          |
|                 | Partido Alianza Social                             | 0          |
|                 | México Posible                                     | 0          |
|                 | Partido Liberal Mexicano                           | 0          |
|                 | Fuerza Ciudadana                                   | 0          |

Fuente: Instituto de Mercadotecnia y Opinión

#### Municipio de Querétaro
- Armando Rivera Castillejos  Hecho

#### Municipio de San Juan del Río
- María de los Ángeles Jacaranda López Salas (PRI)